# Flugplatz Étampes-Mondésir

i7
i11
i13
Der Aérodrome de Étampes-Mondésir (ICAO-Code: LFOX) ist ein Flugplatz der Allgemeinen Luftfahrt für die französische Hauptstadt-Region Île-de-France. Er liegt im Département Essonne südwestlich von Paris auf dem Gebiet von Guillerval beim Ortsteil Mondésir.

## Geschichte
Die Geschichte des Flugplatzes reicht bis ins Jahr 1909, als die Anlage eins Flugfeldes, eines der ersten in Frankreich, entstand. Louis Blériot führte hier am 13. Juli 1909 einen ersten Flug durch und die Brüder Farman und Blériot eröffneten hier 1910 Flugschulen, erstere diente dem Militär.
Mit Ausbruch des Ersten Weltkriegs trat an die Stelle letzterer eine der größten Flugschulen des französischen Militärs in diesen Jahren, in der 2000 Piloten ausgebildet wurden.
In der Zwischenkriegszeit wurde das Aérodrome sowohl zivil als auch militärisch genutzt. Im Februar 1925 starteten hier zwei Militärpiloten mit ihrer Bréguet 19GR zu einem Langstreckenflug nach Dakar mit lediglich einem Zwischenstopp im spanisch-sahaurischen Villa Cisneros und im folgenden August stellten zwei weitere in Étampes gestartete Piloten auf einer Farman Goliath einen neuen Reichweiten- und Flugstundenrekord über 4400 km bzw. 40 h auf.
Die Luftstreitkräfte stationierten hier Bomber- und Jagdverbände. Das Militär bezeichnete den Standort als Base aérienne 251 Étampes-Mondésir. Ab 1930 existierte hier erneut eine Militär-Flugschule und 1931 wurde hier mit der Patrouille d’Étampes ein Kunstflugteam und Vorläufer der Patrouille de France aufgestellt, die damals die Morane-Saulnier MS.230 flog und 1937 nach Salon-de-Provence verlegte.
Ab 1933 entstanden zwei Satellitenbasen bei Gaudreville und Angerville, den Ausbau des Areals bei Mondésir verhinderte 1939 dann der Ausbruch des Zweiten Weltkriegs. Der Flugplatz war ab Ende Oktober 1936 Heimatbasis des aus drei fliegenden Gruppen bestehenden 1. Jagdgeschwaders, 1e Escadre de Chasse, das anfangs mit Dewoitine D.510 und ab Juli 1939 mit Bloch MB.152 ausgerüstet war. Die erste Jagdgruppe, GC I/1, verließ den Platz nach Kriegsausbruch.
Dieser erfolgte dann ab 1940 durch die deutschen Besatzungstruppen und die deutsche Luftwaffe nutzte den Flugplatz bis 1944. Während der Luftschlacht um England war Étampes ein Bomberstützpunkt. Hier lagen ab Ende Juni 1940, aus Stuttgart bzw. Landsberg kommend, Junkers Ju 88A der II. und III. Gruppe des Kampfgeschwaders 51 (II. und III./KG 51), erstere verlegte Ende August nach Orly und letztere Anfang November 1940 nach Brétigny. Anschließend lag hier von Dezember 1940 bis April 1941 die 4. Staffel der Aufklärungsgruppe 11 (4.(F)/11) bevor der Flugplatz lange Zeit keine fliegenden Staffeln mehr beheimatete. Später kamen auch von deutschen Schlachtgruppen genutzte italienische Reggiane Re.2002-Jagdbomber beim Kampf gegen die französische Résistance zum Einsatz. Erst einige Wochen nach Beginn der alliierten Invasion in der Normandie lag hier in der ersten Hälfte des August 1944 nochmals ein Teil der mit Fw 190A ausgerüsteten I. Gruppe des Jagdgeschwaders 1 (I./JG 1).
Das Terrain war mehrfach das Ziel von Luftangriffen der Eighth Air Force der United States Army Air Forces (USAAF) und wurde nach der Befreiung der Gegend durch die US-Armee Ende August 1944 unter dem alliierten Flugplatz-Code Advanced Landing Ground ALG A- nach kurzer Instandsetzung für einen Monat eine Transportfliegerbasis der USAAF.
Nach dem Krieg erfolgte die Nutzung ausschließlich durch die französischen Luftstreitkräfte. Die Basis war ab 1947 Heimat der bisherigen Patrouille de Tours, einem weiteren Kunstflugteam, das mit Stampe SV4 ausgerüstet war und mit Eintreffen in Étampes in Escadrille de Présentation de l’Armée de l‘ Air umbenannt wurde. Die Staffel existierte bis 1953.
Die Aktivität in den letzten Jahren als Militärflugplatz beschränkte sich auf das Fernmeldewesen.
Im Zuge der Konversion wurde der Flugplatz nach 1967 ein Platz für die Allgemeine Luftfahrt und den Luftsport. Der Betrieb wurde 1988 durch die ADP übernommen und 1989 durch die zuvor in Guyancourt beheimateten Vereine und Flugschulen ausgeweitet.

## Heutige Nutzung
Die Pariser-Flughafengesellschaft ADP betreibt den früheren Militärflugplatz der Armée de l’air seit 1988. Der Standort der ehemaligen Base aérienne 251 dient seit 1989, als der Flugplatz Guyancourt geschlossen wurde, den dort zuvor beheimateten Organisationen der Allgemeinen Luftfahrt als neuer Standort.